# Michenia
Michenia  es un género extinto de animal terrestre herbívoro de la familia de los Camelidae, endémico de América del Norte que vivió desde el Oligoceno al Plioceno hace entre 24,8 y 4,9 millones de años aproximadamente.

## Taxonomía
Michenia fue nombrado por Frick y Taylor (1971). Su especie tipo es  Michenia agatensis. Fue asignado a los Camelidae por Frick y Taylor (1971), y Carroll (1988).

## Morfología
Dos especímenes fueron examinados para calcular su masa corporal por M. Mendoza, C. M. Janis, y P. Palmqvist. Se estimó que estos especímenes pesaban:
- 224,9 kg (495,8 lb)
- 121,9 kg (268,7 lb)[4]

## Distribución fósil
Se han encontrado fósiles en California, Texas, Alberta, Idaho, Nebraska.